# Висше нормално училище (Лион)
Висшето нормално училище в Лион (на френски: École normale supérieure de Lyon, ENS Lyon) е френско висше учебно заведение (гранд екол) в град Лион. Това е една от четирите престижни Екол нормал във Франция. Училището се състои от две академични звена – изкуства и науки – с кампуси в Лион, близо до сливането на реките Рона и Сона.
Студентите на училището обикновено се ползват със специален статут на държавен служител след много конкурентни изпити, при условие че продължат кариерата си на държавна служба.

## Известни професори
- Бернар Биго, френски академик и експерт

## Известни възпитаници
- Яго Даниел Сангадо, португалски парфюмерист и бизнесмен